# Pavlínino údolí
 Pavlínino údolí pol. Dolina Pauliny - kanionowata dolina rzeczna w Czechach.

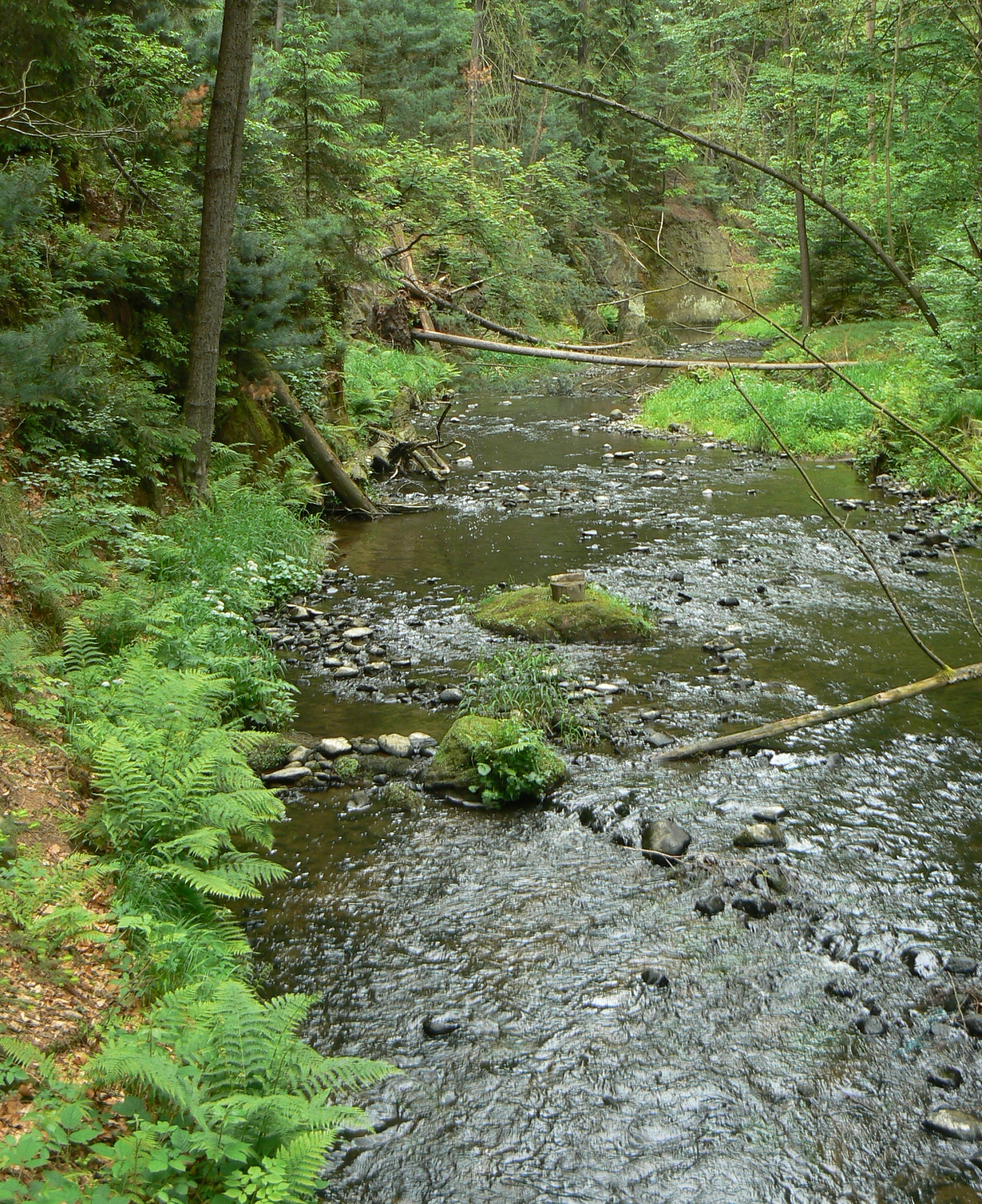
Pavlínino údolí

Dolina rzeczna, położona wzdłuż koryta środkowego biegu rzeki Chřibská Kamenice, w północnych Czechach, w środkowo-wschodniej części Wyżyny Dieczyńskiej (czes. Děčínská vrchovina), w granicach Obszaru chronionego krajobrazu Łabskie Piaskowce (czes. Chráněná krajinná oblast Labské pískovce ), między miejscowościami Jetřichovice, Rynartice po północnej stronie a Studený po wschodnie stronie, około 13 km na północny wschód od centrum miejscowości Děčín. Całą dolinę obejmuje rezerwat przyrody Pavlínino údolí.

## Charakterystyka
Dolina powyżej miejscowości Rynartice głęboko wcina się w południowo-wschodnią część formacji skalnej Jetřichovické stěny, tworząc, ograniczone wysokimi ścianami skalnymi, wąskie, przełomowe obniżenie, którym płynie Chřibská Kamenice. Dolina wypreparowana jest w mezozoicznej płycie piaskowcowej, skałach osadowych środkowego turonu. Rzeźba doliny jest wynikiem ruchów tektonicznych, na pobliskim Czeskim Średniogórzu, które doprowadziły do rozerwania ciągłości płyty oraz rozluźnienia i zniszczenia skalnego podłoża. Największy wpływ na rzeźbę doliny miała erozja rzeczna, która doprowadziła do powstania obniżenia w kształcie wąwozu, tworząc dolinę. Zbocza i dno pokrywają piaszczyste osady i gruz skalny, a wzdłuż rzecznego koryta układają się aluwialne osady. Dolina w całości porośnięta jest lasem iglasto-liściastym. Ciągnie się wzdłuż meandrującej rzeki na długości około 5,5 km, od północnej granicy rezerwatu przyrody Pavlínino údolí do granic miejscowości Jetřichovice. Dolina Pavlínino údolí stanowi unikatowy teren przyrody nieożywionej z meandrami i piaskowcowymi skalnymi, które dochodzą do wysokość kilkudziesięciu metrów ponad poziom doliny.

## Roślinność i zwierzęta
Do wąwozu o pionowych ścianach w wyniku inwersji napływa zimne powietrze. Dzięki temu na dnie wilgotnych i chłodnych dolin, na poziomie około 200 m n.p.m., występują gatunki roślin zimnolubnych, a na wyżej położonych skałach występują podgórskie i górskie rośliny ciepłolubne. Występują tu takie gatunki roślin jak m.in.: rutewka orlikolistna, śledziennica naprzeciwlistna, śledziennica skrętolistna, pierwiosnka wyniosła, wyczyniec łąkowy, wśród leśnych gatunków roślin: podrzeń żebrowiec, parzydło leśne, wrzos zwyczajny, a na skałach rośnie paprotka zwyczajna. Wśród zwierząt można spotkać kozicę górską sprowadzoną na początku XX wieku w pobliski rejon Gór Łużyckich. Do występujących tu gatunków ryb można zaliczyć pstrąga potokowego, który stanowi podstawowy pokarm wydry europejskiej. Z ptaków na terenie rezerwatu gnieździ się zimorodek, pluszcz, bocian czarny, pliszka górska. Występują również nietoperze: nocek rudy i nocek Brandta.

## Turystyka
Wzdłuż Doliny prowadzi szlak turystyczny
- czerwony - Europejski długodystansowy szlak pieszy E3.